# سياسة دونالد ترامب الخارجية (2015–2016)

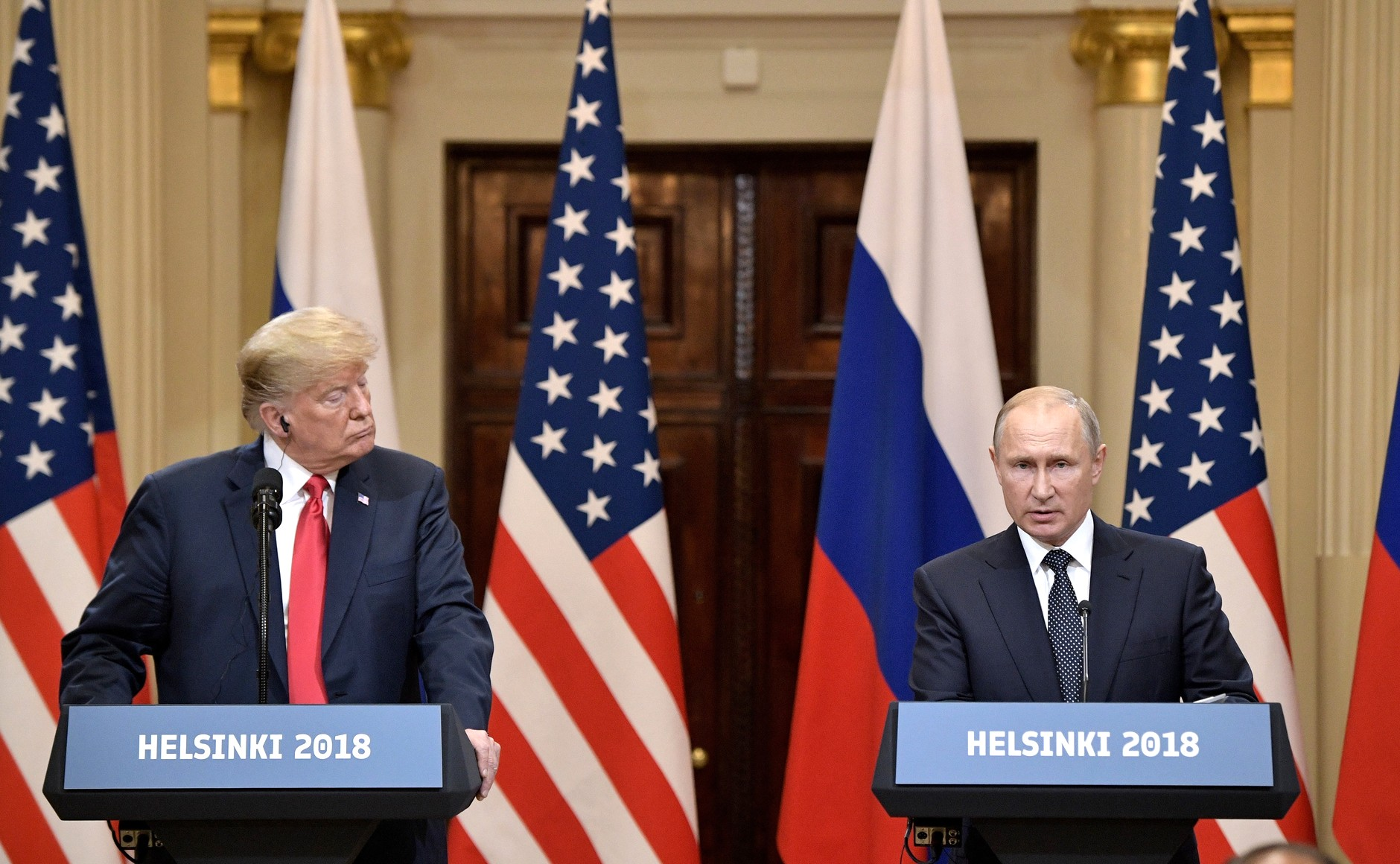
ترمب والرئيس الروسي فلاديمير بوتين خلال مؤتمر صحفي في هلسنكي، فنلندا، يوليو 2018.

يصف هذا المقال مواقف السياسة الخارجية التي اتخذها دونالد ترمب خلال حملته الانتخابية لعام 2016 (التي أعلن عنها في 16 يونيو 2015).

## نظرة عامة
في مقابلة مع صحيفة نيويورك تايمز في يوليو 2016، «قام المرشح الرئاسي مرات عديدة بتحديد المصالح الأمريكية العالمية بشكل إقتصادي محض تقريبا»، حيث تم «تقليص دور الولايات المتحدة كحارس للسلام، كموفر للردع النووي ضد خصوم مثل كوريا الشمالية، كمدافع عن حقوق الإنسان وكضامن لحدود الحلفاء» «بسرعة إلى مسائل ذات فائدة اقتصادية للولايات المتحدة.»
أصدرت إدارة ترمب في ديسمبر 2017 وثيقة من 68 صفحة كتبها على الأرجح مستشار الأمن القومي في إدارة ترمب، وهو الفريق هربرت ماكماستر، وتحت إشرافه، يشار إليها بأنها تحدد مبدأ الإدارة فيما يتعلق بأهداف السياسة الخارجية.

### القوات المسلحة الأمريكية والإنفاق الدفاعي
قال ترمب في مناظرة أولية للحزب الجمهوري في ديسمبر 2015 إن «جيشنا كارثة»، ووصف في نشرة إذاعية على الهواء في يوليو 2016 القوات المسلحة الأمريكية بأنها «مستنفدة وبحالة رهيبة».
في يوليو 2016، ألقى الجنرال المتقاعد بسلاح البحرية الأمريكية جون آر ألين، الذي يدعم هيلاري كلينتون، مناوئة لترمب، خطابا قويا ضد ترمب في المؤتمر الوطني الديمقراطي لعام 2016. ورد ترمب بوصف القائد العسكري ذو الأربع نجوم بأنه «جنرال فاشل» وقال إنه لم يسبق له أن قابله.
وقال ترمب في مناسبات عديدة إنه في حال انتخابه رئيسا، فإنه «سيزيد [الإنفاق] على الجيش». ويدعي ترمب أن القوات المسلحة الأمريكية «ستمول بشكل جميل» إذا انتخب رئيسا. في حين لم يقدم ترمب تفاصيل الإنفاق الدفاعي في ظل رئاسة ترمب، فقد دعا مرارا إلى حشد عسكري أمريكي وانتقد إستراتيجية الرئيس باراك أوباما في الإنفاق العسكري. وانتقد ترمب انخفاض عدد القوات المسلحة العاملة وسفن البحرية وطائرات القوات الجوية منذ نهاية الحرب الباردة. وتعهد ترمب بكبح الإنفاق المسرف في الجيش.
في مقابلة مع فوكس نيوز في يونيو 2015، زعم ترمب: "لا يوجد أحد أكبر أو أفضل في الجيش مني." وفي مقابلة مع صحيفة واشنطن بوست، قال ترمب إنه لن يكشف عن خططه العسكرية خوفا من إبلاغ العدو: "لا أريدهم أن يعرفوا ما أفكر به، هل هذا منطقي؟ أريد أن يخمن الناس... لا أريد من الناس معرفة ذلك. لا أريد أن يعرف الناس خطتي. لدي خطط. لدي خطط! ولكن لا أريد أن أفعل ذلك.

### الدبلوماسية وحلفاء الولايات المتحدة
وقد أعلن ترمب عن اعتزامه تزويد القيادة الرئاسية بدبلوماسية قوية لاستعادة «إحترام» الولايات المتحدة حول العالم. وهو يؤيد الدفاع الوطني القوي. وفي مقابلة مع بيل أورايلي، زعم ترمب أنه كان لديه سجل مثبت في التفاوض مع الدول الأجنبية. لقد حصلت على ثروة مع دول أجنبية.
وقال ترمب: نحن الأمريكيون يستهزئ بنا في جميع أنحاء العالم لخسارتنا مائة وخمسين مليار دولار عاما بعد عام، لدفاعنا عن الأمم الثرية مقابل لا شيء، الأمم التي ستمحى من على وجه الأرض في حوالي 15 دقيقة إذا لم يكن بالنسبة لنا. إن «حلفائنا» يكسبون المليارات من الدولارات من التلاعب بنا. وقد دعا ترمب الدول الحليفة، بما فيها ألمانيا وإسرائيل واليابان والسعودية وكوريا الجنوبية، إلى دفع تعويضات إلى الولايات المتحدة لمساعدتها على حماية شعوبها.

## الأمريكتان

### كوبا
في سبتمبر 2016، أعرب ترمب عن معارضته لاستعادة العلاقات الدبلوماسية الكاملة بين الولايات المتحدة وكوبا التي تحققت في يوليو 2015. وكجزء من استعادة العلاقات الدبلوماسية الكاملة، لا يزال الحظر الذي تفرضه الولايات المتحدة على كوبا قائما، ولكن تم تخفيف سلسلة من اللوائح للسماح لمزيد من الشركات الأمريكية ببيع منتجاتها في كوبا. وقال ترمب انه لن يعيد العلاقات الدبلوماسية الكاملة مع كوبا الا إذا استجاب النظام الكوبي لمطالبه باستعادة الحريات السياسية واطلاق سراح السجناء السياسيين. وهذا يعد تحولا عن الموقف الذي عبر عنه في سبتمبر 2015 عندما قال ان الانفتاح مع كوبا كان «جيدا. ولكن كان يتعين علينا ان نعقد اتفاقا أفضل».
في فبراير 2016، قال ترمب أنه يعارض قانون التعديل الكوبي، الذي يسمح لأي كوبي يصل إلى الأراضي الأمريكية بالبقاء في البلاد بشكل قانوني وطلب الإقامة. قال ترمب: «لا أعتقد أن هذا عادل. أعني، لماذا يكون ذلك أمراً عادلاً؟»
وفي اليوم الأول من حملة دونالد ترمب الانتخابية الرئاسية في عام 2000، عقد ترمب حدثاً في ميامي تعهد فيه باستمرار الحظر المفروض على كوبا وعدم إنفاق أمواله أو شركاته في كوبا إلى أن يُسْتَبعَد فيدل كاسترو من السلطة. على أية حال، وفقاً لتقرير «نيوزويك» في سبتمبر 2016، قام ترمب بأعمال في كوبا منتهكة الحظر قبل سبعة أشهر من تعهده. ذكرت بلومبرغ نيوز في يوليو 2016 أن مدراء ومستشاري منظمة ترمب سافروا إلى هافانا في أواخر 2012 أو أوائل 2013 لاستكشاف تطورات ملاعب الجولف في كوبا، وربما انتهاك الحظر.

### المكسيك
وقد اكد ترمب على امن الحدود الأمريكية فضلا عن الهجرة غير الشرعية إلى الولايات المتحدة كقضية للحملة الانتخابية. خلال خطاب إعلانه قال في جزء منه، «عندما ترسل المكسيك شعبها، إنهم لا يرسلون أفضل ما لديهم، إنهم لا يرسلونك. إنهم يرسلون الناس الذين لديهم الكثير من المشاكل، ويجلبون هذه المشاكل. إنهم يجلبون المخدرات. إنهم يجلبون الجريمة. إنهم مغتصبون. وبعضهم، على ما أعتقد، أناس طيبون.»
في 6 يوليو 2015، أصدر ترمب بياناً مكتوباً لتوضيح موقفه من الهجرة غير الشرعية مما أثار رد فعل من النقاد. كان نصه جزئياً:
قامت دراسة نشرت في مجلة العلوم الاجتماعية الفصلية في مايو 2016 باختبار ادعاء ترمب بأن المهاجرين مسؤولون عن مستويات أعلى من العنف والجرائم المرتبطة بالمخدرات في الولايات المتحدة. ولم تجد أي دليل يربط المهاجرين المكسيكيين أو المهاجرين المكسيكيين غير الشرعيين تحديداً بجرائم العنف أو المخدرات. غير أنها وجدت صلة صغيرة ولكن هامة بين السكان المهاجرين غير الشرعيين (بما في ذلك المهاجرون غير المكسيكيين الذين لا يحملون وثائق رسمية) والاعتقالات المتصلة بالمخدرات.
وتعهد ترمب مرارا ببناء جدار على طول الحدود الجنوبية للولايات المتحدة، وقال ان المكسيك ستدفع ثمنه من خلال زيادة رسوم عبور الحدود وتعريفة نافتا. وتعهد ترمب، في خطابه الذي أعلن فيه ترشيحه، «ببناء جدار عظيم جداً على حدودنا الجنوبية. وسأجعل المكسيك تدفع ثمن هذا الجدار. تذكروا كلماتي.» قال (ترمب) أيضاً «لا أحد يبني جدراناً أفضل مني، صدقوني، وسأبنيها بتكلفة زهيدة جداً» إن مفهوم بناء حاجز لمنع المهاجرين غير الشرعيين من الخروج من الولايات المتحدة ليس جديداً؛ فقد تم إنشاء 670 ميلاً من السياج (نحو ثلث الحدود) بموجب قانون السياج الآمن لعام 2006، بتكلفة بلغت 2.4 مليار دولار أميركي. وقال ترمب في وقت لاحق ان جداره المقترح سيكون «جدارا حقيقيا وليس جدارا دمية كما لدينا الآن». في كتابه لعام 2015، يستشهد ترمب ب‍جدار الفصل الإسرائيلي في الضفة الغربية كمثال ناجح للجدار الحدودي. «ترمب اقترح في بعض الأحيان بناء جدار عبر حدود 2000 ميل تقريباً وفي أحيان أخرى أشار إلى وضعية أكثر انتقائية.» بعد اجتماع مع الرئيس المكسيكي إنريكه بينيا نييتو في 31 أغسطس 2016، قال ترمب أنهم «لم يناقشوا» من سيدفع ثمن الجدار الحدودي الذي جعل ترمب محور حملته الانتخابية. وعارض نييتو ذلك في وقت لاحق من ذلك اليوم قائلا انه في بداية الاجتماع «اوضح ان المكسيك لن تدفع ثمن الجدار». وفي وقت لاحق من ذلك اليوم اكد ترمب مجددا موقفه بان المكسيك سوف تدفع لبناء سور «لا يمكن اختراقه» على الحدود الجنوبية.
ووفقاً للخبراء والتحليلات، فإن التكلفة الفعلية لبناء جدار على طول الـ 1300 ميل المتبقية من الحدود قد تصل إلى 16 مليون دولار لكل ميل، بتكلفة إجمالية تصل إلى 25 مليار دولار، مع ارتفاع تكاليف اقتناء الأراضي الخاصة وصيانة السياج إلى زيادة التكلفة الإجمالية. ويمكن أن تصل تكلفة صيانة الجدار إلى 750 مليون دولار سنويا، وإذا قام وكلاء حرس الحدود بدوريات على الجدار، سيتعين إنفاق أموال إضافية. فالتضاريس الوعرة والنائية في أجزاء عديدة من الحدود، كالصحارى والجبال، من شأنها أن تجعل تشييد وصيانة الجدار مكلفا، وقد تكون هذه الأراضي رادعة أكبر من الجدار على أية حال. ويلاحظ الخبراء أيضا أن وزارة الأمن الداخلي، فيما يتعلق بالمناطق الخاضعة للحماية الاتحادية ومحميات الأمريكيين الأصليين، قد لا تتمتع إلا بسلطة تشييد محدودة، وأن الجدار يمكن أن يتسبب في أضرار بيئية.
ويتساءل منتقدو خطة ترمب ما إذا كان الجدار فعالا في وقف عمليات العبور غير المرخص بها، مشيرين إلى أن الجدران تكون ذات فائدة محدودة ما لم تخضع لدوريات من قبل العملاء، واعتراض الذين يتسلقون الجدار أو يحفرون نفقا تحته. ويشير الخبراء أيضاً إلى أن ما يقرب من نصف المهاجرين غير الشرعيين في الولايات المتحدة لم يدخلوا خلسة، بل «دخلوا عبر نقاط العبور الرسمية، إما عن طريق تجاوز تأشيرات الإقامة، أو باستخدام وثائق مزورة، أو تهريبهم عبر الحدود».

## آسيا
كما وجه ترمب إدعاءات خفض قيمة العملة ضد اليابان والصين.

### أفغانستان
في 6 أكتوبر 2015، ذكر ترمب أن الولايات المتحدة «ارتكبت خطأ فظيعا بالتورط [في أفغانستان] في المقام الأول». عندما سُئل مرة أخرى عن أفغانستان في 20 أكتوبر 2015، عكس ترمب موقفه، زاعماً أنه لم يصف أبداً دخول الولايات المتحدة إلى أفغانستان بالخطأ. وذكر ترمب ان الحرب في أفغانستان ضرورية وانه يؤيد الإبقاء على عدد محدود من القوات هناك .

### الصين
متحدثاً في برنامج «بيرس مورغان الليلة» في فبراير 2011 عن «ما سيفعله الرئيس ترمب لإحياء ازدهار أمريكا»، في رده على أسئلة بيرس مورغان حول كيفية التعامل مع الصينيين وما إذا كانوا أصدقاء أمريكيين، قال دونالد ترمب، «لا أعتقد أنهم أصدقاء. أعتقد أنهم أعداء ماذا؟ أنا أفهم الصينيين وأتعامل معهم طوال الوقت ماذا؟ إنهم يعتبرون قادتنا أناس أغبياء للغاية. هم لا يَستطيعونَ إعتِقاد الذي يُفلتونَ به. ماذا؟ لن يعاملونا جيداً أبداً ما لم نفعل شيئاً قوياً. ماذا؟ لدينا تجارة غير عادلة جداً جداً. أسميها تجارة غير عادلة سأفرض عليهم ضريبة 25 بالمئة. إنهم سيأتون إلى الطاولة على الفور.» في أغسطس 2011، قال أنه سيرسل «فاتورة بقيمة الأسرار التي سرقوها»، في إشارة إلى سرقة صينية مزعومة ل‍تقنية التخفي الأمريكية.
في نوفمبر 2015، وعد ترمب بتعيين جمهورية الصين الشعبية متلاعبة بالعملة في أول يوم له في منصبه. وتعهد باتخاذ إجراء «سريع وقوى لا لبس فيه» ضد القرصنة الصينية وتزييف السلع الأمريكية وسرقة الاسرار التجارية الأمريكية والملكية الفكرية الأمريكية وادان «الاعانات غير القانونية للصادرات الصينية وتراخي معايير العمل والبيئة».

### الهند
لقد تحدث ترمب بشكل إيجابي عن رئيس الوزراء الهندي ناريندرا مودي وعن تحالف أوثق مع الهند. وقال في مؤتمر انتخابي للهنود الأمريكيين أن العلاقات مع الهند في ظل إدارته ستكون «الأفضل على الإطلاق». ولمنظمة ترمب مشاريع تجارية واسعة النطاق في الهند، تشمل ما لا يقل عن 16 شراكة وشركة هندية.

### كوريا الشمالية
رفض ترمب «الادلاء باي تفاصيل عن خططه للتعامل مع كوريا الشمالية» الا انه قال انه مستعد للاجتماع مع الزعيم الكوري الشمالي كيم جونغ-اون مؤكدا انه «لا توجد مشكلة» في ذلك. ووصف ترمب كيم بأنه «مهووس» ولكنه أيضا ادعى أن كيم يستحق «الفضل» في قدرته على التغلب على منافسيه ليخلف والده. وقد دعا ترمب إلى ممارسة مزيد من الضغط على الصين، بما في ذلك من خلال فرض قيود على التجارة، لكبح جماح حليفتها كوريا الشمالية في أعقاب تجربة كوريا الشمالية النووية في يناير 2016، قائلا إن الصين لديها «سيطرة كاملة» على كوريا الشمالية والولايات المتحدة لديها قوة اقتصادية «هائلة» على الصين. في المناظرة الرئاسية في سبتمبر 2016، قال ترمب: «يجب على الصين أن تحل لنا مشكلة كوريا الشمالية. الصين يجب أن تذهب إلى كوريا الشمالية. الصين قوية تماماً فيما يتعلق بكوريا الشمالية.» كما قال ان الاتفاق النووي الإيراني كان يجب أن يتضمن عنصرا حول العلاقات بين إيران وكوريا الشمالية.
ووصفت افتتاحية نشرتها وسائل الاعلام الرسمية في كوريا الشمالية ترمب بانه «سياسي حكيم» و«مرشح رئاسي بعيد النظر» يمكن أن يكون جيدا لكوريا الشمالية. والمحت الافتتاحية إلى أن تصريح ترمب بانه لا يريد التورط في أي نزاع بين كوريا الشمالية وكوريا الجنوبية كان «من حسن الحظ من وجهة نظر الكوريين الشماليين».
وحذر الخبراء في ديسمبر 2017 من أن مطالبة ترمب بفرض عقوبات إضافية على كوريا الشمالية، بما في ذلك مطالبة الصين بوقف شحنات النفط، من شأنه أن يؤدي إلى مجاعة داخل كوريا الشمالية دون أن يحد بشكل جدي من قدراتها النووية.

### تايوان
أثارت محادثة الرئيس المنتخب ترمب الهاتفية مع رئيس تايوان تساي إنغ ون في 2 ديسمبر 2016، وهو أول اتصال من نوعه مع تايوان من قبل رئيس الولايات المتحدة - انتخاب أو رئيس منذ عام 1979، غضب جمهورية الصين الشعبية لتقدم إحتجاجا دبلوماسيا («احتجاجات شديدة»). ومضى ترمب في توضيح تحركه قائلا لشبكة فوكس نيوز «اننى اتفهم تماما سياسة ‘صين واحدة‘، ولكنى لا اعرف لماذا يتعين علينا ان نلتزم بسياسة ‘صين واحدة‘ إذا لم نبرم اتفاقا مع الصين يتعلق بالاشياء الأخرى بما فيها التجارة».

### باكستان
في 2015، قال ترمب أن باكستان «أخطر دولة في العالم» وينبغي أن تتخلى عن السلاح النووي. الا ان الحكومة الباكستانية قالت انه في اتصال هاتفى مع رئيس وزراء باكستان نواز شريف اشاد ترمب بباكستان وشعبها «الرائع» وقال انه يود زيارة البلاد وعرض مساعدة باكستان في حل اية مشكلات معلقة. واشار الرئيس ترمب عقب توليه مهام منصبه إلى أن باكستان ستكون من بين الدول التي سيضطر مواطنوها إلى الخضوع لعملية «تدقيق شديدة» قبل دخول الولايات المتحدة.

## الشرق الأوسط وشمال أفريقيا

### مصر
في 10 فبراير 2011، قبل يوم من الإطاحة ب‍حسني مبارك، أعلن ترمب أنه لا يتعاطف مع مبارك، وأعرب عن تفاؤله بأن الأحداث في مصر لن تؤثر على الاقتصاد العالمي. في ذلك الوقت، لم يقدم ترمب لا النقد ولا المديح للطريقة التي تعامل بها الرئيس باراك أوباما مع الأزمة المصرية، قائلا إنها خرجت من يد أوباما. وفي وقت لاحق، في أغسطس 2011، انتقد ترمب إدارة أوباما لعدم مساعدتها مبارك في الحفاظ على السلطة، مستشهدا بعلاقة مبارك الإيجابية مع إسرائيل والتأثير السلبي الذي سيكون لخلع مبارك على ثقة الحلفاء الآخرين في الولايات المتحدة. في عام 2012، كرر ترمب انتقاداته لتعامل إدارة أوباما مع مبارك وأكد أن «مصر الآن عدونا» وأن «إسرائيل في ورطة».
في سبتمبر 2016، التقى ترمب لأول مرة رئيس مصر عبد الفتاح السيسي، ووصفه بأنه «رجل رائع»، مشيدا بتعامله مع الانقلاب المصري عام 2013 الذي أطاح بالرئيس السابق محمد مرسي من السلطة. وقال ترمب ان هناك «شعورا جيدا بينهما». وقال السيسي في وقت لاحق انه «ليس لديه شك» في ان ترمب سيكون زعيما قويا إذا ما انتخب.
في أبريل 2017، دعا الرئيس ترمب الرئيس السيسي إلى البيت الأبيض، وهو امتياز لم يُمنح لسيسي في ظل إدارة أوباما. واوضح ترمب موقفه من الولايات المتحدة. وقال «أنا فقط أريد أن يعلم الجميع في حالة كان هناك أي شك في أننا كثيرا وراء الرئيس السيسي. لقد قام بعمل رائع في موقف صعب جدا». نحن خلف مصر وشعب مصر كثيراً. ورد سيسي قائلا «ستجدون مصر وانا دائما إلى جانبكم في وضع إستراتيجية فعالة في جهود مكافحة الإرهاب»، متعهدا بدعم جهود السلام التي يبذلها ترمب بين إسرائيل وفلسطين، معربا عن امله في ان «يجدوا حلا لمشكلة القرن في صفقة القرن».

### إيران
في يونيو 2016، أكد ترمب أن «إيران هي الآن القوة الإسلامية المهيمنة في الشرق الأوسط وعلى الطريق إلى الأسلحة النووية». ويعارض ترمب الاتفاق النووي الدولي مع إيران (الذي تم التفاوض عليه مع الولايات المتحدة وخمس قوى عالمية أخرى) في عام 2015، واصفاً إياه بأنه «فظيع» ويقول إن إدارة أوباما تفاوضت على الاتفاقية «من اليأس». وقال ترمب انه «درس هذه المسألة بتفصيل كبير (.) أكثر من أي شخص اخر». وعارض ترمب تخفيف العقوبات قائلا «اننا نمنحهم مليارات الدولارات في هذه الصفقة التي ما كان يتعين علينا تقديمها. كان يتعين علينا الاحتفاظ بهذه الاموال». زعم ترمب أن الولايات المتحدة تمنح إيران 150 مليار دولار كجزء من صفقة إيران، وهو بيان اعتبر خطأً في موقع FactCheck.org. ويشير موقع FactCheck.org إلى أن الأصول الإيرانية التي أُفرج عنها كجزء من الصفقة كانت في معظمها في حوزة المصارف والمؤسسات المالية الأخرى خارج الولايات المتحدة، وأن قيمة الأصول تقدر بما يتراوح بين 25 و56 بليون دولار. وقد زعم ترمب انه «عندما ينقضي أجل هذه القيود (في الاتفاق النووى الإيراني) فان إيران سوف يكون لديها قدرة نووية عسكرية بحجم صناعى». وانتقد ترمب مسؤولى وزارة الخارجية أثناء التفاوض حول الاتفاق الايرانى، قائلا «انها صفقة مدتها يوم واحد. وكان ينبغى ان يستغرق هذا الامر يوما كاملا».
في يوليو 2015، عند شرح معارضته لاتفاق إيران، استشهد ترمب بأربعة سجناء أمريكيين محتجزين في البلاد. عندما تم إطلاق سراح السجناء الأربعة في يناير 2016، بعد دخول الاتفاقية حيز التنفيذ، ترمب ادعى الفضل للإفراج، وهو تأكيد تم وصفه «مريب» من قبل شبكة الأخبار CBS.
في أغسطس 2015، قال ترمب أنه على الرغم من معارضة مضمون الصفقة، فإنه سيحاول تطبيقها بدلا من التخلي عنها. غير أن ترمب قال في خطاب ألقاه أمام اللجنة الأمريكية الإسرائيلية للشؤون العامة (أيباك) في مارس 2016 إن «أولويته الأولى هي تفكيك الصفقة الكارثية مع إيران». في يوليو 2016، زعم مستشار السياسة الخارجية في ترمب وليد فارس أن ترمب لن «يتخلص» من الاتفاق مع إيران وسيسعى بدلاً من ذلك إلى «إعادة التفاوض» عليه.
في سبتمبر 2015، قال ترمب لشبكة سي إن إن أنه يعتقد أن الاتفاق سيجبر الولايات المتحدة على الوقوف إلى جانب إيران في حالة الحرب: «هناك شيء في الصفقة الإيرانية لا أعتقد أن الناس يفهمونه أو يعرفونه، ولا أحد قادر على تفسيره، أنه إذا هاجم شخص ما إيران، يجب أن ندافع عنهم. لذا إذا هاجمت إسرائيل إيران، وفقاً لهذه الصفقة، أعتقد أن الطريقة التي تنص عليها. أن علينا أن نحارب مع إيران ضد إسرائيل». وتأتى تصريحات ترمب على اساس تفسيره لنص في الاتفاقية يقول «ان الولايات المتحدة وشركاء اخرين مستعدون، حسب الاقتضاء، للتعاون مع التدريب لتدعيم قدرة إيران على الحماية من التهديدات الامنية النووية والرد عليها، بما فيها التخريب». PolitiFact وصف تصريح ترمب بأنه «خاطئ» وإدارة أوباما لا توافق على تفسير ترمب.
وسئل ترمب خلال مقابلة مع بيل اورايلي عما إذا كان سيتفاوض على صفقة جديدة مع إيران. ورد ترمب بانه مع الاتفاق الحالى «إيران تقوم بعمل نووى .انهم يتحولون إلى اسلحة نووية». وقال إنه سيفرض العقوبات بقسوة. وسأقوم بمضاعفة العقوبات إلى ثلاثة أمثالها وعقد صفقة من وضع قوي. ووفقا لترمب فإن الأسلحة النووية، وليس الانحباس الحراري العالمي، هي المشكلة الأكبر في العالم. وقال ترمب ان أي اتفاق مع إيران يجب أن ينص على أن المفتشين لديهم دخول على مدى 24 ساعة - في اليوم - إلى جميع المواقع النووية مشيرا إلى الرعايا الامريكيين المسجونين في البلاد.
في المناظرة الرئاسية في سبتمبر 2016، قال ترمب أن الاتفاق مع إيران كان يجب أن يتضمن أحكاماً بأن إيران يجب أن «تفعل شيئاً تجاه كوريا الشمالية. وكان يجب أن تفعل شيئاً تجاه اليمن وجميع هذه الأماكن الأخرى.»
في أكتوبر 2016، أفيد أنه على الرغم من تنديد ترمب بإيران «كعدو كبير» وتأكيدات بأن التبرعات من الحكومات الأجنبية لجمعية كلينتون الخيرية تعد دليلاً على الفساد، فإن منظمة ترمب قامت بأعمال تجارية مع أحد أكبر البنوك التي تسيطر عليها الدولة الإيرانية من 1998 إلى 2003. وكانت منظمة ترمب قد أبقت على المصرف مستأجرا لمدة أربع سنوات أخرى بعد أن قامت وزارة الخزانة الأمريكية بتعيين المصرف عام 1999 تحت سيطرة الحكومة الإيرانية. وادعت السلطات الأمريكية أيضا أن المصرف استخدم بين عامي 2002 و2006 لتحويل الأموال إلى وحدة من الحرس الثوري الإسلامي كانت ترعى الهجمات الإرهابية - وهي فترة تتداخل مع الوقت الذي استأجر فيه المصرف حيزا مكتبيا من ترمب.

### حرب العراق
في الحادي عشر من سبتمبر 2002 عندما سئل مقدم البرامج الاذاعية هوارد ستيرن عما إذا كان يدعم غزوا على العراق، اجاب ترمب «نعم، اعتقد ذلك. تمنيت لو تمت المرة الأولى بشكل صحيح». وفي مقابلة مع نيل كافوتو في 28 يناير 2003 عشية خطاب حالة الاتحاد الذي القاه الرئيس الأمريكي جورج دبليو بوش عام 2003، قال ترمب انه يتوقع ان يسمع «الكثير من الحديث عن العراق» وحث بوش على اتخاذ قرار حول العراق «اما ان تهاجموا أو لا تهاجموا». وعندما سئل عما إذا كان يتعين على بوش ان يركز أكثر على العراق أو الاقتصاد، قال ترمب:
حسنا، عليه إما أن يفعل شيئا أو لا يفعل شيئا، ربما، لأنه ربما لا ينبغي أن يفعل ذلك حتى الآن وربما ينبغي علينا أن ننتظر الأمم المتحدة، كما تعلمون. انه تحت الكثير من الضغط. أعتقد أنه يقوم بعمل جيد جداً ولكن، بالطبع، إذا نظرتم إلى استطلاعات الرأي، والكثير من الناس قد أصبحوا متعبين قليلا. أعتقد أن الوضع العراقي مشكلة. وأعتقد أن الاقتصاد هو مشكلة أكبر بكثير فيما يتعلق بالرئيس. حسناً، بدأت أعتقد أن الناس أكثر تركيزاً الآن على الاقتصاد. لقد تعبوا قليلاً من سماعهم «نحن سندخل، لن ندخل.» ماذا حدث لأيام (دوغلاس ماك آرثر)؟ إما أن تفعل ذلك أو لا تفعل ذلك.
وفقاً لتصريح شون هانيتي في فبراير 2016، «لقد قاتلته في ذلك الوقت. لم يكن يريدنا أن نذهب إلى العراق. لقد كان ضدها تماماً.» ولا توجد أي رسالة إلكترونية أو صوتية تؤكد ادعاء هانيتي، وتقول هانيتي إن ترمب عارض غزو العراق خلال المكالمات الهاتفية التي تلت عرض هانيتي. في 21 مارس 2003، يوم واحد على حرب العراق، أجريت مقابلة مع ترمب من قبل مذيع فوكس نيوز نيل كافوتو. وقال ترمب انه يبدو ان الحرب تحقق «نجاحا هائلا من وجهة النظر العسكرية»، واعرب عن امله في ان تظل كذلك. وفي وقت لاحق من هذا الأسبوع وصف الحرب علناً بأنها «فوضى». وفي وقت لاحق، انتقد ترمب الحرب علنا وبشكل صريح في مقابلة نشرت في الإسكواير في أغسطس 2004، بعد خمسة عشر شهرا من الغزو. وقال ترمب «انظروا إلى الحرب في العراق والفوضى التي نحن فيها»، منتقدا الطريقة التي تعاملت بها إدارة جورج بوش مع الحرب واستبعد أن يصبح العراق ديموقراطيا عمليا وتوقع انه «بعد دقيقتين من رحيلنا، ستكون هناك ثورة وسيتولى أردأ وأشرس وأذكى واشد الاشرار على الأرض. وسيكون لديه أسلحة دمار شامل والتي لم يكن صدام يمتلكها».
وفي الحملة الانتخابية في 2015 و2016، قال ترمب مرارا انه كان «ضد الحرب منذ البداية».

### إسرائيل والصراع الإسرائيلي الفلسطيني
انتقد ترمب تعامل إدارة أوباما مع إسرائيل، مشيراً إلى أن «إسرائيل تعرضت لسوء المعاملة تماماً». كما ادعى ترمب ان إسرائيل كانت ضحية تحيز في الامم المتحدة، واعلن انسحاب الولايات المتحدة من لجنة الامم المتحدة لحقوق الإنسان لهذا السبب.

#### القضايا المتصلة بإسرائيل
وفي عام 2001، قام ترمب بإعارة طائرته النفاثة الشخصية إلى عمدة مدينة نيويورك لوت جيولياني ليظهر هذا الأخير تضامنه مع ضحايا الإرهاب في إسرائيل، وفي عام 2004 كان ترمب المارشال الأكبر لمظاهرة إسرائيل المحتفى بها وهو إستعراض سنوي لدعم إسرائيل في مدينة نيويورك. وفي عام 2006، وصف ترمب إسرائيل بأنها «دولة عظيمة» وإحدى دوله المفضلة، مضيفاً: «أعلم أنكم مررتم بالكثير مؤخراً». أصدر ترمب شريط فيديو يؤيد فيه رئيس الوزراء الإسرائيلي بنيامين نتانياهو خلال الانتخابات الإسرائيلية عام 2013. في فبراير 2015، قال ترمب: «نحن نحب إسرائيل، سنقاتل من أجل إسرائيل بنسبة 100%، 1000%، ستكون هناك إلى الأبد.» وتبرع ترمب بملايين الدولارات لاقامة مستوطنات جديدة في إسرائيل، ولايواء عائلات إسرائيلية تم اجلاؤها من غوش قطيف عام 2005، ولايواء عائلات اخليت من المستوطنات في شبه جزيرة سيناء عام 1980. ونتيجة لذلك، أدرج اسمه على رأس قائمة كبار المساهمين في تطوير ديكل في المنطقة الجنوبية. كما تبرعت ترمب لمستوطنة بيت إيل ب‍الضفة الغربية.

#### الحظر المقترح على المسلمين والغاء زيارة إسرائيل
بعد أن اقترح ترمب في ديسمبر 2015 استبعاد المسلمين مؤقتا من السفر إلى الولايات المتحدة، انتقد العديد من قادة العالم، بمن فيهم رئيس الوزراء الإسرائيلي بنيامين نتانياهو، اقتراح ترمب. وقال نتانياهو في بيان ان «دولة إسرائيل تحترم جميع الاديان وتضمن بدقة حقوق جميع مواطنيها». ووقع عشرات من أعضاء الكنيست الإسرائيلي، معظمهم من المسلمين أنفسهم، التماساً يحث فيه نتانياهو على عدم مقابلة ترمب في وقت لاحق من ذلك الشهر؛ وبعد يوم، أرجأ ترمب زيارته إلى إسرائيل إلى «موعد لاحق بعد أن يصبح رئيساً للولايات المتحدة»، مشيراً إلى أنه لا يريد أن يضع نتانياهو «تحت الضغط».

#### المستوطنات
خلال حملته الانتخابية، انفصل ترمب عن السياسة الأمريكية القائمة منذ فترة طويلة والمتحزبة حول بناء المستوطنات الإسرائيلية في الضفة الغربية كمقدمة للمفاوضات مع الفلسطينيين قائلا انه «يتعين على إسرائيل مواصلة السير قدما» و«لا اعتقد أنه يتعين ان يكون هناك توقف». واشارت موقع واي نت التابع ل‍يديعوت أحرونوت إلى أنه «إذا تم انتخاب ترمب، فان الدعم الواسع الواضح الذي يقدمه ترمب لتطوير المستوطنات سيشكل تحولا دراماتيكيا في السياسة الخارجية الأمريكية، حيث أعلن كل من الرؤساء الأمريكيون الديمقراطون والجمهوريون في الماضى ان المستوطنات غير شرعية ولا ينبغى السماح بمزيد من البناء فيها».

#### المساعدات الأمريكية لإسرائيل
في مؤتمر صحفي في مارس 2016، قال ترمب أنه كرئيس، سيطلب من حلفاء الولايات المتحدة أن يدفعوا إلى الولايات المتحدة مقابل الإنفاق الدفاعي والمساعدات الخارجية التي أنفقتها الولايات المتحدة نيابة عنهم. وسئل تحديداً عما إذا كان موقفه المعلن سابقاً من فرض رسوم على حلفاء الولايات المتحدة على الإنفاق الدفاعي سيمتد إلى إسرائيل، فأجاب: «اعتقد ان إسرائيل ستفعل ذلك ايضاً. هناك دول كثيرة تستطيع ان تدفع، ويمكنها ان تدفع الكثير». بيد انه عقب المؤتمر الصحفى مباشرة، عدل ترمب عن موقفه بشأن المساعدات لاسرائيل، واضاف «انها (إسرائيل) تساعدنا بصورة كبيرة».

#### عملية السلام الإسرائيلية الفلسطينية
في فبراير 2017، قال ترمب أنه يمكن أن يعيش إما مع حل الدولتين أو حل الدولة الواحدة للصراع الإسرائيلي الفلسطيني. وهذا يشكل انفصالاً عن الإجماع الثنائي الحزبية السابق في السياسة الخارجية على دعم الحل القائم على الدولتين. وقد حذر خبراء الشرق الأوسط من ان تغيير السياسة قد يقلل من امكانية حل الصراع الإسرائيلي الفلسطيني.
وكان ترمب قد صرح سابقا إنه لن ينحاز لأي طرف في أي إتفاق إسرائيلي فلسطيني لكي يكون مفاوضا محايدا في محادثات السلام، لكنه اضاف أيضا انه «مؤيد بالكامل لاسرائيل». وفي ديسمبر 2015، قال ترمب لوكالة أسوشيتد برس إن أي اتفاق سلام إسرائيلي - فلسطيني سيعتمد كثيراً على إسرائيل، مذكراً بذلك: «لدي سؤال حقيقي حول ما إذا كان الجانبان يريدان» التوصل إلى اتفاق سلام أم لا. واضاف ان «هناك الكثير من الامور المتعلقة باسرائيل وما إذا كانت تريد التوصل إلى اتفاق ام لا، سواء كانت إسرائيل مستعدة للتضحية ببعض الاشياء ام لا».
وقد تعهد ترمب بانه كرئيس سوف يستخدم حق الفيتو ضد اتفاقية السلام التي فرضتها الأمم المتحدة على إسرائيل وفلسطين قائلا «عندما اكون رئيسا صدقونى فاننى سوف استخدم الفيتو ضد اى محاولة من جانب الامم المتحدة لفرض ارادتها على الدولة اليهودية. وسوف سوف نستخدم الفيتو 100%». واضاف انه «يتعين على الفلسطينيين ان يأتوا إلى الطاولة وهم يعلمون ان العلاقة بين الولايات المتحدة وإسرائيل غير قابلة للانفصام على الإطلاق».
وانتقد ترمب السلطة الوطنية الفلسطينية لغياب السلام قائلا «انه يتعين على السلطة الفلسطينية الاعتراف بحق إسرائيل في الوجود كدولة يهودية. ويجب عليها وقف الإرهاب ووقف الهجمات والتوقف عن تعليم الكراهية. عليها ان توقف تعليم الأطفال ان يكبروا كارهابيين وهذه مشكلة حقيقية. وبالطبع فان الاعتراف بحق إسرائيل في الوجود كدولة يهودية يعد أيضا نقطة خلاف رئيسية مع رفض القيادة الفلسطينية الحالية مرارا الوفاء بهذا الشرط الاساسى».

#### عاصمة إسرائيل
قال ترمب في أكثر من مناسبة انه إذا انتخب رئيسا فانه سينقل السفارة الأمريكية في إسرائيل من تل أبيب إلى القدس التي وصفها بانها «العاصمة الابدية للشعب اليهودي». ورفض ترمب في كلمة القاها في وقت سابق امام الائتلاف اليهودي الجمهوري ان يقول ما إذا كان يؤيد موقف إسرائيل بان القدس هي عاصمتها الموحدة. وقال ترمب في بيانه خلال لقائه مع بنيامين نتينياهو في سبتمبر 2016، «في ظل إدارة ترمب، سنقبل أخيراً التفويض الذي طال أمده من قبل الكونغرس بالاعتراف بالقدس عاصمة موحدة لدولة إسرائيل». في 6 ديسمبر 2017، اعترف ترمب رسميا بالقدس عاصمة لإسرائيل، على الرغم من اعتراضات القادة الفلسطينيين. واضاف ترمب انه سيبدأ عملية اقامة سفارة أمريكية جديدة في القدس.

#### صفقة القرن
صفقة القرن هي اقتراح يهدف إلى حل الصراع الإسرائيلي الفلسطيني. انها خطة سلام للشرق الأوسط اعدها رئيس الولايات المتحدة دونالد ترمب. وبعد 18 شهرا من التخطيط، اعد المسؤولون الإسرائيليون الاقتراح بزيارة العواصم العربية الأربع. على أية حال هو لَيسَ جاهزَ للعَرْض إلى الجمهورِ رسمياً. ووصف الزعيم الفلسطيني محمود عباس الاتفاق بانه «صفعة القرن».
وقد حاولت الولايات المتحدة العمل على تنفيذ «خطة السلام» الأخيرة. السلطة الفلسطينية كانت مدعومة من الولايات المتحدة وحلفائها وفي الواقع، وفقا لإعلان بلفور، تم تحديد وطن قومي للشعب اليهودي في فلسطين في عام 1917. وقد استولت إسرائيل على القدس من الأردن في حرب 1967. يذكر انه في 29 نوفمبر 1947 اعترف المجتمع الدولى بشرعية اقامة دولة فلسطينية مستقلة وفقا لخطة تقسيم الامم المتحدة.
يتشارك مصطلح «صفقة القرن» اسماً مع فيلم كوميدي أميركي «صفقة القرن 1983» يضم مجموعة من تجار السلاح يتنافسون لبيع السلاح لديكتاتور من اميركا الجنوبية.

### ليبيا
في عام 2009، استأجر الدكتاتور الليبي معمر القذافي مساحة من خلال وسطاء في عقار سبعة ينابيع التابع لترمب في ضواحي بيدفورد، نيويورك. واستأجر القذافي ارض ترمب ليخيم في خيمة «على النمط البدوي» بينما كان في الولايات المتحدة لحضور الجمعية العامة للأمم المتحدة. وقد أثار الوضع جدلاً عندما رُفعت الخيام في الملكية، وأخرج ترمب القذافي من الملكية قائلاً إنه لم يكن على علم بهذا الترتيب. وفي عام 2011، قال ترمب لشبكة فوكس نيوز أنه «خدع» القذافي في الصفقة، واصفاً العلاقة بأنها دليل على خبرة السياسة الخارجية.
كان ترمب مؤيداً قوياً للتدخل العسكري عام 2011 في ليبيا، زاعماً «بشدة» في عدد من المناسبات أن التدخل العسكري الأميركي كان ضرورياً للإعلان عن كارثة إنسانية في ليبيا، وحذر من أن ذلك سيكون «عيناً سوداء كبيرة لهذه الدولة (الولايات المتحدة)». إذا فشلت في الإطاحة بالقذافي. في مدونة فيديو في فبراير 2011، قال ترمب: «لا أستطيع أن أصدق ما تفعله بلادنا. القذافي في ليبيا يقتل الآلاف من الناس، لا أحد يعرف مدى سوءه، ونحن جالسون لدينا جنود لدينا الشرق الأوسط، ونحن لا نحضرهم لوقف هذه المذبحة الفظيعة. الآن يجب أن نذهب، يجب أن نوقف هذا الرجل، الأمر الذي سيكون سهلاً جداً وسريعاً جداً.» أدلى ترمب بتعليقات مماثلة في ظهور مارس 2011 على بيرس مورغان الليلة. في عام 2011، دعا ترمب أيضا إلى مصادرة الولايات المتحدة للنفط الليبي.

### السعودية
في ديسمبر 2015، قال ترمب إن أيام شراء الأسرة الحاكمة للسياسيين الأمريكيين ستنتهي إذا تم انتخابه رئيساً للولايات المتحدة.
في فبراير 2016، ألقى ترمب باللوم على السعودية في هجمات 11 سبتمبر، قائلاً: «من فجر مركز التجارة العالمي؟ لم يكن العراقيون، بل السعوديون، ألقوا نظرة على السعودية، افتحوا الوثائق.»
ودعا ترمب السعودية إلى دفع تكاليف القوات الأمريكية المتمركزة هناك قائلا «يتعين عليهم ان يدفعوا لنا. والسبب الرئيسى وراء وجودنا مع السعودية هو اننا بحاجة إلى النفط، والان لسنا بحاجة إلى النفط كثيرا». وقال ان حلفاء الولايات المتحدة في المنطقة مثل السعودية يجب أن يقدموا قوات في الحرب ضد تنظيم الدولة الإسلامية. وقال ترمب انه سيوقف استيراد النفط من السعودية ما لم ترسل الحكومة السعودية قوات برية لهزيمة تنظيم الدولة الإسلامية.
في يونيو 2016، طلب ترمب من هيلاري كلينتون أن تعيد التبرعات التي قبلتها مؤسسة كلينتون من السعودية. وكتب ترمب ان «المملكة العربية السعودية والعديد من الدول التي قدمت مبالغ كبيرة من المال إلى مؤسسة كلينتون تريد النساء ان يصبحن عبيدا ويقتلن مثليي الجنس. وعلى هيلاري ان تعيد كل الاموال من هذه الدول».

### الحرب الأهلية السورية والعراق وتنظيم الدولة الإسلامية
لقد تغيرت مواقف ترمب بشأن إلحاق الهزيمة بتنظيم الدولة الإسلامية في العراق والشام بشكل متكرر طيلة حملته الانتخابية. وقد زعم ترمب انه سوف «يقصف قصف مبرحاً» في حقول البترول العراقية التي يسيطر عليها تنظيم داعش. في أعقاب هجمات باريس في نوفمبر 2015، والتي ارتكبها تنظيم الدولة الإسلامية، كرر ترمب تصريحاته حول تنظيم الدولة الإسلامية اعتباراً من 12 نوفمبر 2015، عندما أعلن أنه سوف «يقصهم دون رحمة» وقال: «سأفجر أنابيب النفط، سأفجر معامل التكرير، وتعرفون ماذا، ستجعلون إكسون تأتي إلى هناك في غضون شهرين. وسوف آخذ النفط.» وقال ترمب في لقاء اجرته معه اندرسون كوبر «انه لا يوجد عراق، وقادته فاسدون». في عام 2015 عندما سُئل كيف سيتعامل مع إدانة العراق للضربات على حقول نفطهم، أجاب ترمب بأن العراق دولة فاسدة لا يستحق احترامه. وقال ترمب إنه من أجل محاربة تنظيم الدولة الإسلامية، «سأجد لك جنرالاً مناسباً، سأجد باتون أو ماك آرثر، وأضربهم ضرباً مبرحاً حتى يدور رأسك».
أول مقابلة لترمب بعد الإعلان في في 17 يونيو 2015، كانت مع بيل أورايلي على أورايلي فاكتور. ومن بين القضايا العديدة التي سلط عليها الضوء استراتيجيته المقترحة في التعامل مع الحرب الأهلية السورية. في المقابلة، قال ترمب: «إن إيران وروسيا تحميان سوريا، ومن المدهش نوعاً ما أننا هناك نحارب تنظيم الدولة الإسلامية في سوريا، لذلك نحن نساعد رئيس سوريا [[[بشار الأسد]]] الذي لا يفترض أن يكون صديقنا على الرغم من أنه يبدو أفضل بكثير من بعض ما يسمى أصدقائنا». وبدلا من محاربة تنظيم الدولة الإسلامية في سوريا، اقترح ترمب «ربما يجب ان تكون سوريا منطقة حرة لتنظيم القاعدة ودعوهم يقاتلون ثم تلتقطوا بقاياهم».
في مناظرة تمهيدية للجمهوريين في نوفمبر 2015، قال ترمب أنه «تعرف على فلاديمير بوتين بشكل جيد جداً لأننا كنا على حد سواء في '60 دقيقة'، كنا زملاء مستقرين، لقد قمنا بعمل جيد في تلك الليلة.» وقال ترمب انه يوافق على التدخل العسكري الروسي في سوريا مؤكدا انه «إذا كان بوتين يريد القضاء على تنظيم الدولة الإسلامية فانا اؤيد ذلك مئة بالمئة ولا استطيع ان افهم كيف يمكن لاي شخص ان يعارض ذلك (.) انه يدخل ويمكننا الدخول وعلينا جميعا الدخول». خلال كلمته في معرض ولاية أوكلاهوما، اتهم ترمب خصومه بالرغبة في «بدء حرب عالمية ثالثة فوق سوريا».
قال ترمب في نوفمبر 2015: «أنا أعرف عن تنظيم الدولة الإسلامية أكثر مما يعرفه الجنرالات، صدقوني». وعندما سُئِل ترمب في مناظرة المؤتمر الوطني الوطني في الحادي عشر من مارس عما إذا كان سيرسل قوات برية لمحاربة تنظيم الدولة الإسلامية، أجاب ترمب: «ليس لدينا خيار حقا. علينا القضاء على تنظيم الدولة الإسلامية». وعندما ألح عليه عن أرقام محددة، أجاب ترمب، «كنت سأستمع إلى الجنرالات، لكنني أسمع أعدادا تتراوح بين 20,000 و30،000. علينا أن نهزمهم بسرعة.» وفي وقت لاحق من ذلك الشهر، تراجع عن ذلك البيان، قائلا إنه لن ينشر «أبدا» ما بين 20 ألف إلى 30 ألف جندي أمريكي لمحاربة تنظيم الدولة الإسلامية. في يونيو 2016، ذكر ترمب أنه «يحب فكرة استخدام الناتو وكذلك الجيران الذين ليسوا في الناتو» «لإخراج [داعش]» وأنه «من الممكن جدا أن نستخدم الناتو» لمحاربة تنظيم الدولة الإسلامية.
وفي مقابلة مع ترمب قال ترمب «عليك ان تتخلص من اسرهم، عندما تقبض على هؤلاء الارهابيين، عليك ان تتخلص من اسرهم. وعندما يقولون انهم لا يهتمون بحياتهم ، عليكم ان تتخلص من اسرهم». وقال ترمب عندما طُلب منه بإلحاح على معنى كلمة «تخلص» ان على الولايات المتحدة«ان تمحو ديارهم» و«من اين اتوا». إن الاستهداف المتعمد لغير المقاتلين هو انتهاك ل‍اتفاقيات جنيف وغيرها من جوانب قانون الحرب الدولي. وحذر جوناثان راسل، رئيس Quilliam وهو مجمع فكر ضد التطرف، من أن خطاب ترمب «المعادي للمسلمين» يساعد سردية تنظيم الدولة الإسلامية، قائلاً: «ترمب سيساهم في التطرف الإسلامي لأن تعليقاته ستجعل المسلمين يشعرون بأنهم غير مرغوب بهم في أمريكا. هذه المظالم سوف تؤجج أزمة هوياتهم، والتي عندما تجتمع معاً تكون مزيجاً قوياً للضعف الذي يبرع تنظيم الدولة الإسلامية في استغلاله مع سردهم الإسلامي.»
وخلال حملته الانتخابية، انتقد ترمب مرارا معركة تحرير الموصل من سيطرة تنظيم الدولة الإسلامية، قائلا ان الولايات المتحدة «لن تستفيد» من ازاحة تنظيم الدولة الإسلامية من المدينة العراقية. واكد ترمب مرارا انه كان يتعين على القادة العسكريين الامريكيين والعراقيين استخدام «عنصر المفاجأة» لمهاجمة الموصل بدلا من اعلان الخطط مسبقا. كما قال ان المخططين العسكريين الامريكيين كانوا«مجموعة من الخاسرين» لعدم قيامهم بذلك.

### تركيا
فيما يتعلق ب‍محاولة الإنقلاب في عام 2016 في تركيا، قال ترمب في مقابلة أجريت معه في يوليو 2016، «أقدر تقديراً كبيراً [الرئيس التركي رجب طيب أردوغان] لتمكنه من قلب هذا الوضع.» وردا على سؤال حول ما إذا كان أردوغان يستغل محاولة الانقلاب لتطهير اعدائه السياسيين، لم يدع ترمب الزعيم التركي إلى احترام سيادة القانون أو توجيه تحذيرات أخرى لضبط النفس. وقال انه يتعين على الولايات المتحدة «اصلاح الفوضى الخاصة بنا» قبل محاولة تغيير سلوك الدول الأخرى.
ذكر ترمب في مقابلة يوليو 2016 أنه يعتقد أنه يستطيع إقناع أردوغان بتكثيف الجهود ضد تنظيم الدولة الإسلامية. وردا على سؤال حول كيفية حل مشكلة الهجمات التركية على الاكراد الذين يقاتلون تنظيم داعش قال ترمب «اجتماعات».

## الاتحاد الأوروبي وأوروبا

### الاتحاد الأوروبي
في مقابلة أجريت معه في يوليو 2016، قال ترمب عن الاتحاد الأوروبي، «السبب الذي جعلهم يجتمعون كان مثل كونسورتيوم حتى يتمكن من المنافسة مع الولايات المتحدة.» واشار خبراء السياسة الخارجية الامريكيين مثل ستروب تالبوت وإيمي كريبل إلى أن هذا غير صحيح ، مشيرين إلى أنه بينما تم تأسيس الاتحاد الأوروبي في جزء منه لاعادة بناء الاقتصاديات الأوروبية بعد الحرب العالمية الثانية، فانه لم ينشأ خصيصا للمنافسة مع الولايات المتحدة. في الحقيقة فإن الولايات المتحدة وافقت على إنشاء الاتحاد الأوروبي لتعزيز السلام ومنع وقوع حرب كارثية أخرى وخلق «سوق أوروبي قوي لاستهلاك السلع الأمريكية المصنعة للمساعدة في تعزيز النمو الاقتصادي الأمريكي».

### فرنسا
في اتصالهما الهاتفي الأول قال الرئيس ترمب للرئيس الفرنسي فرانسوا هولاند انه «يحب فرنسا» وانه «لا يوجد بلد أجمل من فرنسا». ومع ذلك، قال الرئيس ترمب في خطابه في مؤتمر العمل السياسي المحافظ عام 2017، «فرنسا لم تعد فرنسا» بسبب الإرهاب. وردا على ذلك قال الرئيس هولاند ان الحلفاء يجب الا ينتقدوا بعضهم البعض ودعاه لزيارة ديزني لاند باريس.

### اقتباسات
1. 1 2 3 4 5  Sanger، David E.؛ Haberman، Maggie. "Donald Trump Sets Conditions for Defending NATO Allies Against Attack". The New York Times. ISSN:0362-4331. مؤرشف من الأصل في 2020-11-04. اطلع عليه بتاريخ 2016-07-21.
2. ↑  Seldin, Jeff. "Trump National Security Strategy Aims to 'Regain Momentum'". VOA (بالإنجليزية). Archived from the original on 2019-04-10.
3. ↑  Board، The Editorial (19 ديسمبر 2017). "The Trump Doctrine, in Theory". Wall Street Journal. مؤرشف من الأصل في 2020-11-05.
4. ↑  Hillary Clinton says Donald Trump has called the U.S. military 'a disaster' نسخة محفوظة 24 أغسطس 2019 على موقع واي باك مشين.
5. ↑  PolitiFact | Rear Adm. John Hutson says Donald Trump 'called the military that I served in a disaster' نسخة محفوظة 29 أغسطس 2019 على موقع واي باك مشين.
6. ↑  Tyler Pager, Gen. John Allen backs Clinton in hawkish rebuke of Trump, Politico (July 28, 2016). نسخة محفوظة 6 أغسطس 2020 على موقع واي باك مشين.
7. ↑  Jose A. DelReal, A retired general spoke forcefully for Clinton. Now Trump is attacking him, The Washington Post (July 30, 2016). نسخة محفوظة 5 نوفمبر 2020 على موقع واي باك مشين.
8. ↑  Cristiano Lima, Trump rips 'failed' Gen. Allen in rebuttal to DNC criticism, Politico (July 29, 2016). نسخة محفوظة 3 نوفمبر 2020 على موقع واي باك مشين.
9. ↑  "'Hannity on the Road': Donald Trump" (بالإنجليزية الأمريكية). Fox News. 9 Mar 2016. Archived from the original on 2017-02-22. Retrieved 2016-07-24.
10. ↑  "Transcript: Donald Trump's Foreign Policy Speech". The New York Times. 27 أبريل 2016. ISSN:0362-4331. مؤرشف من الأصل في 2020-11-05. اطلع عليه بتاريخ 2016-07-14.
11. 1 2  Leo Shane III (27 أبريل 2016). "Trump promises to rebuild the military, make allies pay more". Military Times. مؤرشف من الأصل في 2017-03-15.
12. 1 2  Ellen Mitchell (9 يونيو 2016). "Trump convenes meeting with top defense lobbyists". Politico. مؤرشف من الأصل في 2020-07-29.
13. ↑  "Trump's military spending flip-flop". مؤرشف من الأصل في 2020-08-12. اطلع عليه بتاريخ 2016-08-05.
14. 1 2 3 4 5  "Donald Trump running for President". The O'Reilly Factor. 17 يونيو 2015. مؤرشف من الأصل في 2017-02-21. اطلع عليه بتاريخ 2015-09-29.
15. ↑  Johnson, Jenna (25 سبتمبر 2015). "Donald Trump: Let Russia fight the Islamic State in Syria". The Washington Post. مؤرشف من الأصل في 2020-06-05.
16. ↑  "Donald Trump: "I want to make the country great again"". The Kelly File. فوكس نيوز. مايو 21, 2015. مؤرشف من الأصل في يوليو 13, 2016. اطلع عليه بتاريخ يناير 25, 2017.
17. ↑  Trump، Donald (16 يونيو 2015). "Full text: Donald Trump announces a presidential bid". واشنطن بوست. مؤرشف من الأصل في 2015-07-07.
18. ↑  Trump sets record for longest 2016 GOP announcement speech نسخة محفوظة September 24, 2015, على موقع واي باك مشين.. Fox News Channel, June 16, 2015
19. ↑  Thomas Wright (20 يناير 2016). "Trump's 19th Century Foreign Policy". بوليتيكو. مؤرشف من الأصل في 2020-08-06.
20. ↑  "Japan-U.S. security alliance not fair, Donald Trump says". The Japan Times. مؤرشف من الأصل في 2017-04-02. اطلع عليه بتاريخ 2015-11-04.
21. ↑  "Donald Trump says South Korea doesn't pay United States for troop presence". PolitiFact. مؤرشف من الأصل في 2019-11-15. اطلع عليه بتاريخ 2015-11-04.
22. ↑  Hensch، Mark (5 يناير 2016). "Trump: 'I would want to protect Saudi Arabia'". The Hill. مؤرشف من الأصل في 2020-11-05.
23. 1 2 3 4  Diamond، Jeremy. "Trump shifts on Cuba, says he would reverse Obama's deal". CNN. مؤرشف من الأصل في 2020-10-17. اطلع عليه بتاريخ 2016-09-17.
24. 1 2  "Exclusive interview: Donald Trump talks Cuba, oil drilling and 'badly hurt' Marco Rubio". Tampa Bay Times. مؤرشف من الأصل في 2020-09-29. اطلع عليه بتاريخ 2016-09-29.
25. 1 2  Eichenwald، Kurt (29 سبتمبر 2016). "Donald Trump's company violated the U.S. embargo against Cuba". Newsweek. مؤرشف من الأصل في 2020-11-02. اطلع عليه بتاريخ 2016-09-29.
26. ↑  "Did Donald Trump's Executives Violate the Cuban Embargo?". Bloomberg.com. مؤرشف من الأصل في 2020-11-01. اطلع عليه بتاريخ 2016-09-30.
27. ↑  "Donald Trump's epic statement on Mexico". Business Insider. مؤرشف من الأصل في 2020-10-14. اطلع عليه بتاريخ 2016-07-27.
28. ↑  "In 2002, Donald Trump Said He Supported Invading Iraq". Buzzfeed News. 18 فبراير 2016. مؤرشف من الأصل في 2018-05-10.
29. ↑  "A Guide To Donald Trump's Shifting Position on the Iraq War". Buzzfeed News. 20 فبراير 2016. مؤرشف من الأصل في 2018-05-20.
30. ↑  "The Media Keeps Letting Trump Get Away With His Iraq Lie". Buzzfeed News. 3 مايو 2016. مؤرشف من الأصل في 2017-08-12.
31. ↑  Eugene Kiely, Donald Trump and the Iraq War: A timeline of Trump statements about the Iraq war, before and after it started, from September 2002 to December 2003, FactCheck.org، Annenberg Public Policy Center (February 19, 2016). نسخة محفوظة 1 نوفمبر 2020 على موقع واي باك مشين.
32. ↑  Carroll, Lauren and Greenburg, Jon. "Trump repeats wrong claim that he opposed Iraq War", بوليتيفاكت.كوم (September 7, 2016). "نسخة مؤرشفة". مؤرشف من الأصل في 2019-10-30. اطلع عليه بتاريخ 2020-11-05.{{استشهاد ويب}}:  صيانة الاستشهاد: BOT: original URL status unknown (link)
33. ↑  "2003 clip backs up Trump on Iraq War opposition", فوكس نيوز (September 27, 2016). cf. "What Donald Trump said about the Iraq War in 2003". Fox Business via YouTube. 27 سبتمبر 2016. مؤرشف من الأصل في 2024-12-07. اطلع عليه بتاريخ 2016-11-05. Event occurs at 1:15.
34. ↑  "Trump One Day Into Iraq Invasion: "It Looks Like A Tremendous Success"". Buzzfeed News. 19 فبراير 2016. مؤرشف من الأصل في 2018-03-08.
35. ↑  Donald Trump insists he never backed the Iraq war. But did he?, لوس أنجلوس تايمز (September 26, 2016). نسخة محفوظة 31 يوليو 2020 على موقع واي باك مشين.
36. ↑  Booth, William and Waxman, Sharon. "Hollywood Partyers, Soldiering On", واشنطن بوست (March 25, 2003). نسخة محفوظة 7 أكتوبر 2019 على موقع واي باك مشين.
37. 1 2 3  Michael Calderone, Donald Trump's Anti-Iraq War Position Wasn't As Prophetic As He Thinks, Huffington Post (September 14, 2015, updated February 2, 2016). نسخة محفوظة 9 فبراير 2019 على موقع واي باك مشين.
38. ↑  Donald J. Trump, Donald Trump: How I'd Run the Country (Better), Esquire (August 18, 2015). نسخة محفوظة 30 أغسطس 2016 على موقع واي باك مشين.
39. ↑  Times، The New York؛ Haberman، Maggie؛ Confessore، Nicholas (6 أغسطس 2016). "In Fact – Donald Trump Opposed Iraq War – but After It Started". The New York Times. مؤرشف من الأصل في 2020-11-05.
40. ↑  "President Donald J. Trump Stands by America's Cherished Ally Israel". The White House (بالإنجليزية الأمريكية). Archived from the original on 2020-11-05. Retrieved 2019-03-29.
41. ↑  Jenna Johnson, A new Donald Trump emerges at AIPAC, flanked by teleprompters, The Washington Post (March 21, 2016). نسخة محفوظة 9 أكتوبر 2020 على موقع واي باك مشين.
42. ↑  Amir Keidan & Ran Rimon, Trump: Israel is one of my favorite countries, Globes (October 12, 2006). نسخة محفوظة 11 أغسطس 2017 على موقع واي باك مشين.
43. ↑  Allison Kaplan Sommer (16 يناير 2013). "'You're not fired!' Donald Trump endorses Netanyahu". Haaretz. مؤرشف من الأصل في 2017-07-04. اطلع عليه بتاريخ 2013-02-07.
44. ↑  Maya Shwayder (15 يناير 2013). "January 15, 2013". IB Times. مؤرشف من الأصل في 2020-09-24. اطلع عليه بتاريخ 2013-08-09.
45. ↑  Ben Shapiro, Donald Trump, Melissa Rivers Headline Algemeiner Gala (February 4, 2015). نسخة محفوظة 31 يوليو 2020 على موقع واي باك مشين.
46. ↑  Algemeiner Honors Joan Rivers, Donald Trump, Yuli Edelstein at Second Annual 'Jewish 100' Gala, Algemeiner Journal (February 5, 2015). نسخة محفوظة 5 نوفمبر 2020 على موقع واي باك مشين.
47. ↑  Trump contributed to the disengagement and the evacuation of Yamit in the Sinai Ofer Petersburg, يديعوت أحرونوت, November 15, 2016 نسخة محفوظة 6 أغسطس 2020 على موقع واي باك مشين.
48. ↑  Trump donated $10,000 to West Bank settlement of Beit El, founder says BY TAMAR PILEGGI December 18, 2016 نسخة محفوظة 10 نوفمبر 2019 على موقع واي باك مشين.
49. 1 2  LoBianco، Tom (10 ديسمبر 2015). "Trump 'postpones' Israel trip after Netanyahu criticism". CNN. مؤرشف من الأصل في 2019-12-13. اطلع عليه بتاريخ 2015-12-10.
50. ↑  "Netanyahu 'rejects' Trump's Muslim remarks, will meet with him anyway". JTA. 9 ديسمبر 2015. مؤرشف من الأصل في 2017-07-05. اطلع عليه بتاريخ 2015-12-10.
51. ↑  "Trump postpones Israel trip 'until after he is elected'". BBC News. 10 ديسمبر 2015. مؤرشف من الأصل في 2020-11-05.
52. 1 2  Orly Azoulay,  Trump: Israel should 'keep going' with settlements expansions, Ynetnews (May 4, 2016). نسخة محفوظة 24 سبتمبر 2020 على موقع واي باك مشين.
53. ↑  "Trump Ahead of AIPAC Speech: Israel Should Repay U.S. for Aid". Haaretz. 21 مارس 2016. مؤرشف من الأصل في 2017-04-24. اطلع عليه بتاريخ 2016-03-23.
54. ↑  Todd J. Gillman, Trump raises possibility of curbing aid to Israel, calls third-party talk 'spiteful', Dallas Morning News (March 21, 2016). نسخة محفوظة 28 أغسطس 2016 على موقع واي باك مشين.
55. ↑  Sarah Begley, Read Donald Trump's Speech to AIPAC, Time (March 21, 2016). نسخة محفوظة 4 نوفمبر 2020 على موقع واي باك مشين.
56. ↑  Trump pledges to move US embassy from Tel Aviv to Jerusalem, Jewish Telegraphic Agency (January 20, 2016). نسخة محفوظة 24 سبتمبر 2020 على موقع واي باك مشين.
57. ↑  AP Conversation: Trump says Mideast peace rests with Israel، 3 ديسمبر 2015، مؤرشف من الأصل في 2020-11-06 {{استشهاد}}: تجاهل المحلل الوسيط |agency= لأنه غير معروف (مساعدة)
58. ↑  READOUT OF DONALD J. TRUMP’S MEETING WITH ISRAELI PRIME MINISTER BENJAMIN NETANYAHU نسخة محفوظة January 29, 2017, على موقع واي باك مشين. (September 25, 2016).
59. ↑  Nelson، Louis؛ Nussbaum، Matthew (6 ديسمبر 2017). "Trump says U.S. recognizes Jerusalem as Israel's capital, despite global condemnation". Politico. مؤرشف من الأصل في 2020-10-29. اطلع عليه بتاريخ 2017-12-06.
60. ↑  "Trump calls billionaire Saudi prince 'dopey'". CNN. December 12, 2015. نسخة محفوظة 3 أكتوبر 2018 على موقع واي باك مشين.
61. ↑  "Donald Trump still does business in Saudi Arabia, despite blaming the country for 9/11". The Independent. May 20, 2015. نسخة محفوظة 28 يونيو 2020 على موقع واي باك مشين.
62. ↑  "Donald Trump Adds Saudi Arabia to List of Countries Ripping Off the U.S.". Bloomberg. August 16, 2015. نسخة محفوظة 10 مارس 2017 على موقع واي باك مشين.
63. ↑  "Trump tells NYT he would consider halting purchase of oil from Saudi Arabia". The Guardian. March 27, 2016. نسخة محفوظة 23 سبتمبر 2020 على موقع واي باك مشين.
64. ↑  "Trump demands Clinton Foundation return $25 million from Saudis". بوليتيكو. June 13, 2016. نسخة محفوظة 14 أكتوبر 2020 على موقع واي باك مشين.
65. ↑  Jane C. Timm (7 نوفمبر 2016). "Here Are All of Donald Trump's Flip-Flops on Big Issues". NBC News. مؤرشف من الأصل في 2020-11-01.
66. ↑  Diamond, Jeremy (10 يوليو 2015). "Military analysts: Donald Trump's plan to bomb Iraq's oil fields not a good one". CNN. مؤرشف من الأصل في 2019-11-03. اطلع عليه بتاريخ 2015-08-06.
67. 1 2  Engel، Pamela. "DONALD TRUMP: 'I would bomb the s--- out of' ISIS". Business Insider. مؤرشف من الأصل في 2020-10-30. اطلع عليه بتاريخ 2015-11-23.
68. ↑  Donald Trump on ISIS – "I would bomb the SHIT out of 'em!". 12 نوفمبر 2015. مؤرشف من الأصل في 2020-10-23 – عبر YouTube.
69. ↑  "Transcript of Republican debate in Miami, full text". CNN. مؤرشف من الأصل في 2020-11-02. اطلع عليه بتاريخ 2016-05-23.
70. ↑  "Donald Trump now says he would "never ever" deploy 20,000 to 30,000 American troops to combat Islamic State militants, despite suggesting he would be open to that at a recent debate". Associated Press. 21 مارس 2016. مؤرشف من الأصل في 2016-08-14.
71. ↑  Neidig، Harper (1 يوليو 2016). "Trump calls for deploying NATO troops against ISIS". The Hill. مؤرشف من الأصل في 2020-08-06.
72. ↑  "Geneva Conventions bar Donald Trump's idea of killing terrorists' families, as Rand Paul says". PolitiFact. مؤرشف من الأصل في 2019-12-16. اطلع عليه بتاريخ 2016-01-06.
73. ↑  Jonathan Russell (9 ديسمبر 2015). "Why Trump is playing right into ISIS' hands". CNN. مؤرشف من الأصل في 2020-10-03.
74. ↑  Jacobs، Ben (24 يوليو 2016). "Donald Trump: EU was formed 'to beat the US at making money'". the Guardian. مؤرشف من الأصل في 2020-10-05.
75. ↑  Joseph J. Schatz, Trump's EU jab ignores US role in Europe: It was just the latest foreign policy provocation from the GOP nominee, Politico (July 25, 2016). نسخة محفوظة 24 سبتمبر 2020 على موقع واي باك مشين.
76. 1 2 3  ""Paris n'est plus Paris" : Donald Trump critique la France, François Hollande lui répond". Le Parisien. 25 فبراير 2017. مؤرشف من الأصل في 2020-09-24. اطلع عليه بتاريخ 2017-02-26.
77. 1 2  Rubin، Alissa J. (25 فبراير 2017). "France's President Criticizes Trump Over Paris Remarks". The New York Times. مؤرشف من الأصل في 2019-12-10. اطلع عليه بتاريخ 2017-02-26.